# Loxostigma fimbrisepalum
Loxostigma fimbrisepalum är en tvåhjärtbladig växtart som beskrevs av K.Y. Pan. Loxostigma fimbrisepalum ingår i släktet Loxostigma och familjen Gesneriaceae. Inga underarter finns listade i Catalogue of Life.